# 马蒂亚斯·施泰纳

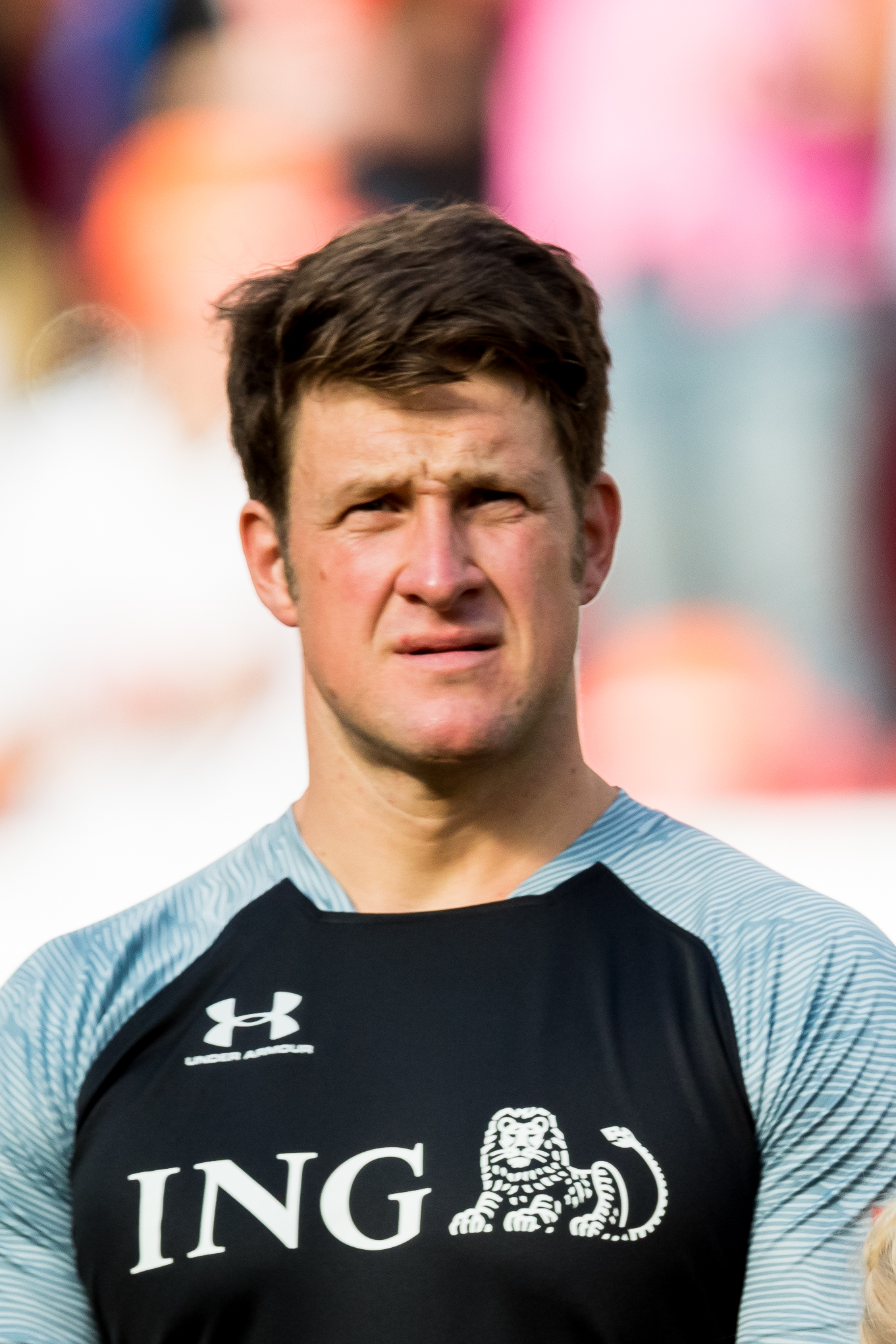
马蒂亚斯·施泰纳 (2019年)

马蒂亚斯·施泰纳（德語：Matthias Steiner，發音：[maˈtiːas ʃtaɪ̯nɐ] ⓘ；1982年8月25日—），奥地利和德国男子举重运动员，患有糖尿病。2007年，施泰納的妻子蘇珊因車禍離世。他帶著與妻子的承諾在2008年北京奧運會105公斤級以258公斤的挺舉超越第一，並奪得當年北京奧運會的金牌，在奧運頒獎典禮上，他同時舉起奧運獎牌和亡妻的彩色照片的鏡頭成爲奧運的經典時刻之一。他曾代表奥地利、德国参加2004年、2008年和2012年夏季奥林匹克运动会举重比赛。